# Suchije Awrali
Suchije Awrali (ros. Сухие Аврали) – wieś (sieło) w Rosji, w obwodzie samarskim, w rejonie jełchowskim. W 2010 liczyła 560 mieszkańców.